# Wasserstraßen- und Schifffahrtsverwaltung des Bundes

Logo

Die Wasserstraßen- und Schifffahrtsverwaltung des Bundes (WSV), die dem Bundesministerium für Verkehr nachgeordnet ist, ist zuständig für die Verwaltung der (bundeseigenen) Bundeswasserstraßen der Bundesrepublik Deutschland und die Sicherheit und Leichtigkeit des Schiffsverkehrs. Organisatorisch ist die Generaldirektion Wasserstraßen und Schifffahrt (GDWS) als Bundesmittelbehörde für die ihr als ortsnahe Unterbehörden unterstehenden Wasserstraßen- und Schifffahrtsämter (WSA/WSÄ) sowie die Wasserstraßen-Neubauämter (WNA/WNÄ) zuständig.

## Geschichte

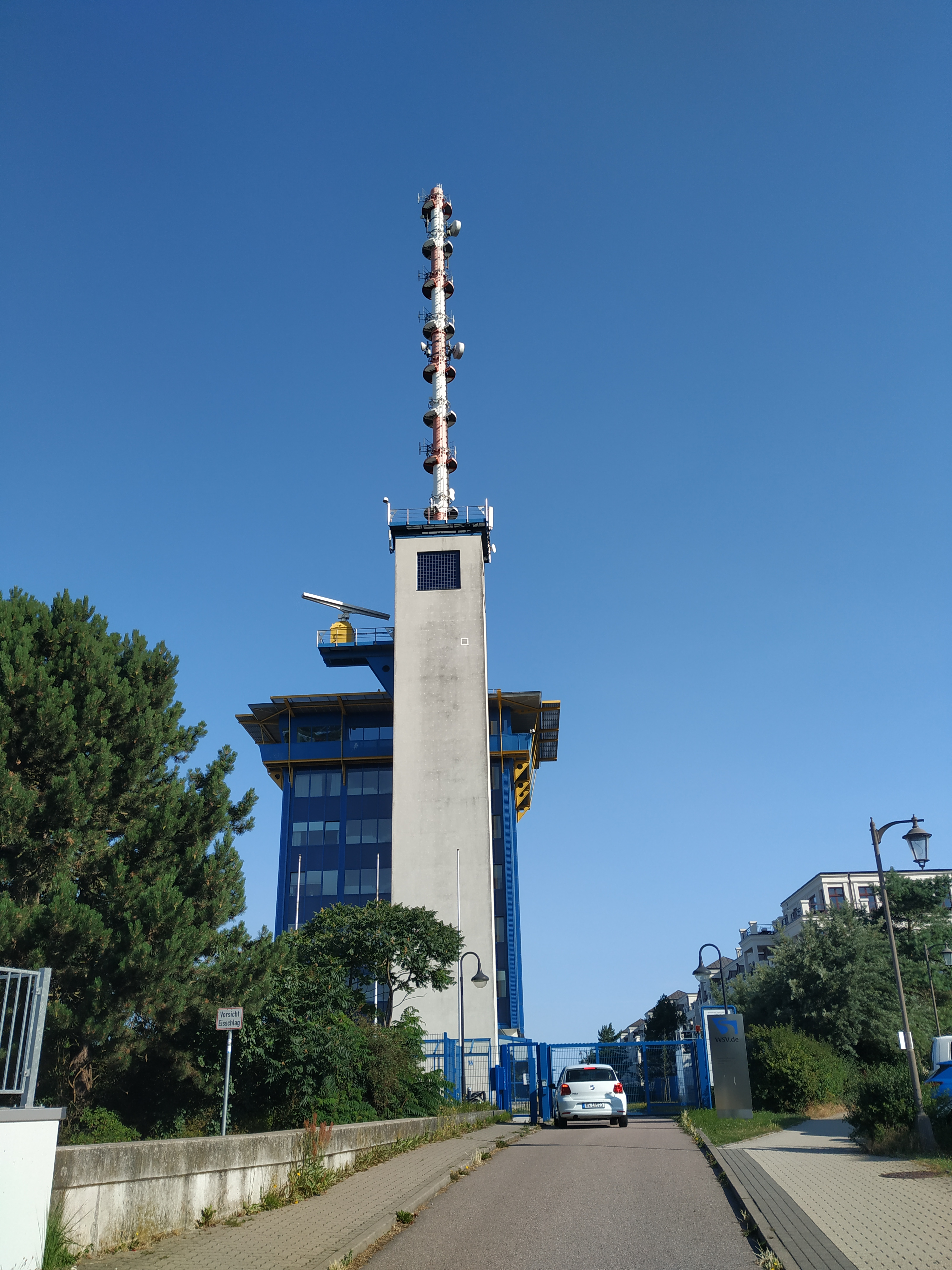
Verkehrszentrale in Rostock

Ursprünglich war die Wasserverwaltung und auch die Gesetzgebung im Wasserrecht im Deutschen Reich alleinige Aufgabe und Kompetenz der Länder. Art. 97 der Weimarer Reichsverfassung sah 1919 vor, dass das Deutsche Reich die „dem allgemeinen Verkehre dienenden Wasserstraßen in sein Eigentum und seine Verwaltung“ übernehmen sollte. Das Reich und die Länder einigten sich im Staatsvertrag betreffend den Übergang der Wasserstraßen von den Ländern auf das Reich auf den Übergang der Wasserstraßen von den Ländern auf das Reich.
Nach Artikel 89 Absatz 1 GG ist mit Inkrafttreten des Grundgesetzes die Bundesrepublik Deutschland Eigentümerin der bisherigen Reichswasserstraßen geworden, die gemäß Artikel 89 Absatz 2 GG gemeinsam mit den später hinzutretenden, insbesondere neu gebauten, Wasserstraßen des Bundes als Bundeswasserstraßen unmittelbar durch den Bund verwaltet werden. Erst 1968 wurde dann das Recht der Bundeswasserstraßen umfassend im WaStrG kodifiziert.
Die im Kabinett Merkel II vertretenen Parteien CDU und FDP hatten sich in ihrem Koalitionsvertrag 2009 darauf geeinigt, ein Gesetz zur Reform der Wasser- und Schifffahrtsverwaltung vorzulegen. Hintergrund dieser Vereinbarung war die Überlegung einer Umwandlung der Behörde in ein privatwirtschaftliches Unternehmen, das die Aufgaben übernehmen sollte. Dies wurde jedoch nicht umgesetzt. Die WSV als bundeseigene Verwaltung bleibt nach der 2016 letztendlich beschlossenen Reform der Behörde erhalten.
Das Alter und der Zustand der Infrastruktur, der haushaltsgesetzliche Personalabbau in Höhe von rund 5500 Stellen seit 20 Jahren, der demographische Wandel und der Fachkräftemangel erforderten u. a. strukturelle Reformen im Verwaltungsaufbau. Die neue Verwaltungsstruktur soll es der WSV erlauben, die zukünftige Aufgabenerledigung und die hierfür erforderliche Ressourcenausstattung (Personal und Sachmittel) zentral, d. h. bundesweit nach verkehrlichen Bedürfnissen zu verteilen und den Ressourceneinsatz „vor Ort“ bei den Ämtern zu flexibilisieren. Mit der WSV-Reform soll den geänderten Rahmenbedingungen (Aufgabenübertragung in die WSV, Aufgabenverlagerungen von der WSV innerhalb des Ressorts des Bundesministeriums für Verkehr, begrenzte Ressourcen, erhebliche Änderung im Personalbestand) entgegenwirkt werde, damit diese Verwaltung „eine leistungsfähige, effiziente und zugleich wirtschaftlich arbeitende WSV“ bleibt. Die WSV-Reform ist am 12. April 2021 mit der Einrichtung des (17.) Wasserstraßen- und Schifffahrtsamtes Main abgeschlossen worden. Die Reform betrifft nicht nur Veränderungen des Verwaltungsaufbaues (Einrichtung der Generaldirektion Wasserstraßen und Schifffahrt und eine Reduzierung der Anzahl der zuletzt 39 Wasserstraßen- und Schifffahrtsämter auf 17), sondern auch deren Aufgaben und Zuständigkeiten. Durch die Übertragung von Aufgaben und Zuständigkeiten von der jeweils höheren Verwaltungsebene wird die Kompetenz der nachgeordneten Behörden gestärkt. Das WSV-Zuständigkeitsanpassungsgesetz (veröffentlicht BGBl Teil I Ausgabe 24 vom 31. Mai 2016) zeichnet die organisatorischen Veränderungen in den rechtlichen Regelwerken des Bundes nach.

## Organisation und Aufgaben

### Gesetzliche Grundlagen
Gesetzliche Grundlage ist Art. 89 des Grundgesetzes, nach dem der Bund Eigentümer der früheren Reichswasserstraßen ist, „die er durch eine eigene Behörde, die Wasserstraßen- und Schifffahrtsverwaltung des Bundes“, verwaltet. Weitere gesetzliche Grundlagen sind das Bundeswasserstraßengesetz, das Binnenschifffahrtsaufgabengesetz, das Seeaufgabengesetz und das Gesetz über die vermögensrechtlichen Verhältnisse der Bundeswasserstraßen.

### Organisationsstruktur
Organisatorisch gehört die WSV zum nachgeordneten Bereich des Bundesministeriums für Verkehr, dem die Generaldirektion Wasserstraßen und Schifffahrt (GDWS) in Bonn als Mittelbehörde untergeordnet ist. Der GDWS sind seit der Reform der WSV 17 Wasserstraßen- und Schifffahrtsämter (WSA/WSÄ) sowie 8 Wasserstraßen-Neubauämter (WNA/WNÄ) und das Reedereizentrum der WSV als Unterbehörden unterstellt.
Die WSV nimmt im Wesentlichen folgende Aufgaben wahr:
- hoheitliche Aufgaben als Verwaltung des Bundes (z. B. Förderung des Schiffsverkehrs, Genehmigungsverfahren, schifffahrtspolizeiliche Aufgaben)
- Unterhaltungsaufgaben der Bundeswasserstraßen und ihrer baulichen Anlagen
- Planung und Bauüberwachung bei umfangreichen Ersatz- oder Neubauvorhaben im Bundeswasserstraßenbereich

Der WSV fachlich zur Seite gestellt sind die Bundesoberbehörden Bundesanstalt für Wasserbau (BAW) und Bundesanstalt für Gewässerkunde (BfG), das Bundesamt für Seeschifffahrt und Hydrographie (BSH) und die Bundesstelle für Seeunfalluntersuchung (BSU – ehemaliges Bundesoberseeamt). Das 2003 gebildete Havariekommando und das 2007 gegründete Gemeinsame Lagezentrum See (GLZ See) im Maritimen Sicherheitszentrum in Cuxhaven sind eine Gemeinschaftseinrichtung des Bundes und der Küstenländer, an denen die WSV beteiligt ist.
Darüber hinaus gibt es in der WSV einige Fach- und Sonderstellen, die gebündelte Querschnittsaufgaben wahrnehmen.

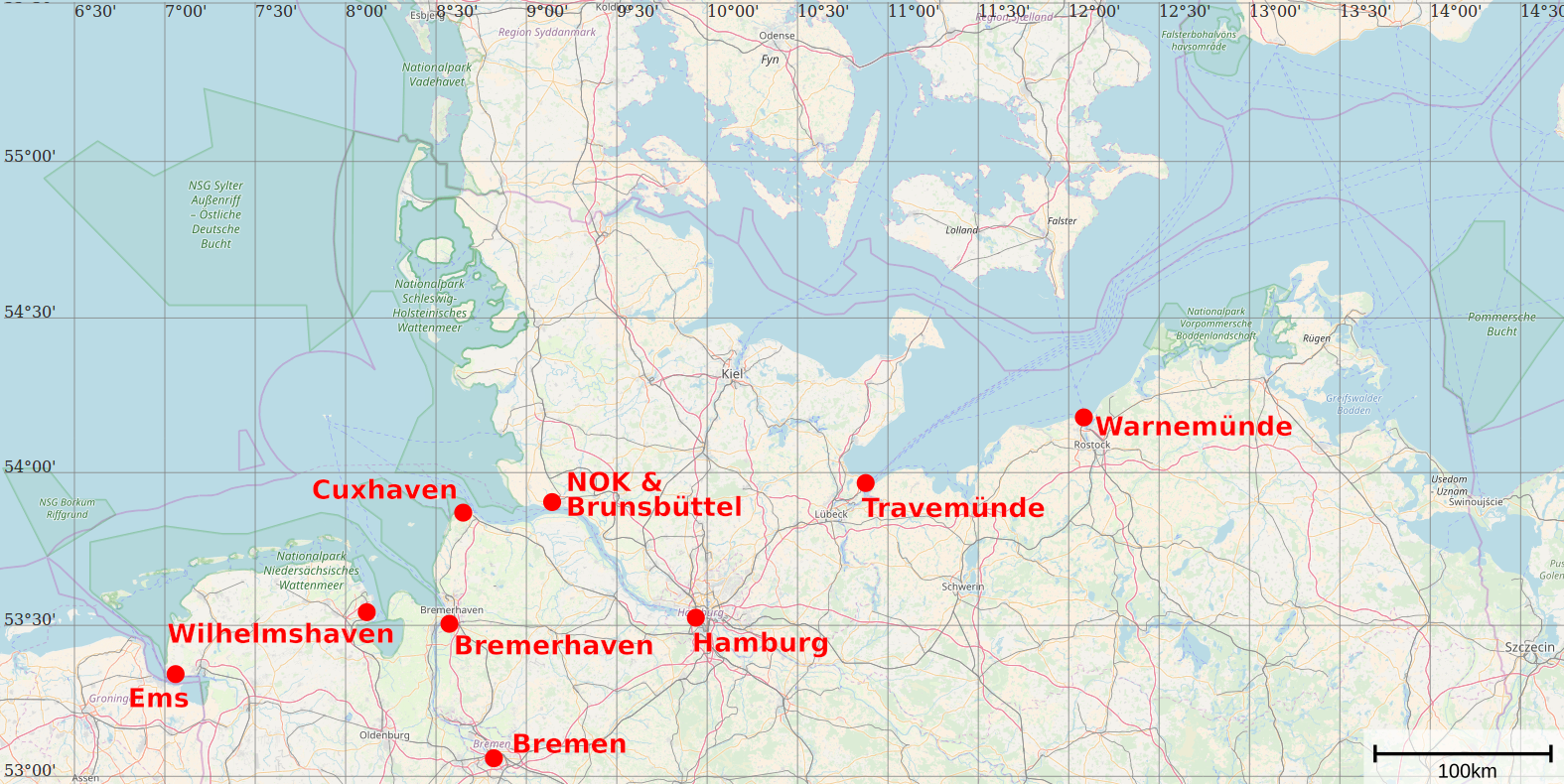
Lage der Verkehrszentralen an der deutschen Küste

Der WSV sind neun deutsche Verkehrszentralen zugeordnet, die für die Verkehrssicherung in der Seeschifffahrt an der deutschen Küste zuständig sind. Sie sind angegliedert an die Wasserstraßen- und Schifffahrtsämter Ems-Nordsee, Weser-Jade-Nordsee, Elbe-Nordsee, Nord-Ostsee-Kanal und Ostsee. Die Nautische Zentrale Hamburg ist hingegen der Hamburg Port Authority (HPA) unterstellt.
Für die Verkehrssicherung bei der Binnenschifffahrt hat die GDWS fünf Revierzentralen eingerichtet.

### Mitarbeiter
In der WSV sind ca. 12.500 Beschäftigte tätig. Die WSV beschäftigt qualifiziertes Personal für die Bereiche der Verwaltung, des Rechts, des Bauwesens, der Hydrologie, der Vermessung und Kartographie, des Maschinenbaues, der Nachrichtentechnik, der die rechtlichen Regelwerke des Bundes Elektrotechnik usw. Für den überwiegenden Anteil der WSV-Beschäftigten in den Außenbereichen der Wasserstraßen- und Schifffahrtsämter (in den sogenannten Außenbezirken und Bauhöfen) sind Berufe des Handwerks aus den Bereichen Elektrotechnik, Nachrichtentechnik und Metallverarbeitung, Nautiker in Verkehrszentralen, Wasserbauer, Taucher, Schiffsführer und Matrosen von Fähren, Mess-, Arbeits- und Schadstoffbekämpfungsschiffen etc. erforderlich.
In diesen Bereichen bildet die WSV auch Personal aus.

### Unterhaltene Einrichtungen
Die WSV unterhält laut eigenen Angaben auf ihrer Website insgesamt:
- 23.000 km² Seewasserstraßen und rund 7.300 km Binnenwasserstraßen
- 315 Schleusenanlagen
- drei Schiffshebewerke (2 in Niederfinow und Scharnebeck)
- zwei Wasserkraftwerke (in Eddersheim und in Griesheim)
- 307 Wehranlagen
- 40 Kanalbrücken
- 1.300 Straßen- und Eisenbahnbrücken über Bundeswasserstraßen (davon 31 bewegliche Brücken)
- 354 Düker
- zwei Talsperren (Edertalsperre und Diemelsee)
- vier Sturmflutsperrwerke an Eider, Leda, Hunte und Oste
- circa 1.600 feste Schifffahrtszeichen zur Fahrwasserbezeichnung der Wasserstraßen (z. B. Leuchttürme/Baken) sowie 4.000 schwimmende Schifffahrtszeichen (sog. Tonnen)
- circa 10.000 sonstige Schifffahrtszeichen (z. B. Pricken/Tonnen)

## Schiffe und Boote
Die Wasserstraßen- und Schifffahrtsämter (WSÄ) betreiben für die Erledigung ihrer Aufgaben an den Bundeswasserstraßen eine vielseitige Flotte von Arbeitsschiffen. Im Juni 2018 waren es etwa 1300 Wasserfahrzeuge und schwimmende Geräte (ohne Kleinfahrzeuge, z. B. Ruderboote). Davon hatten 575 einen eigenen Antrieb (144 seetüchtige Schiffe und 431 Binnenschiffe). 

## Kfz-Kennzeichen

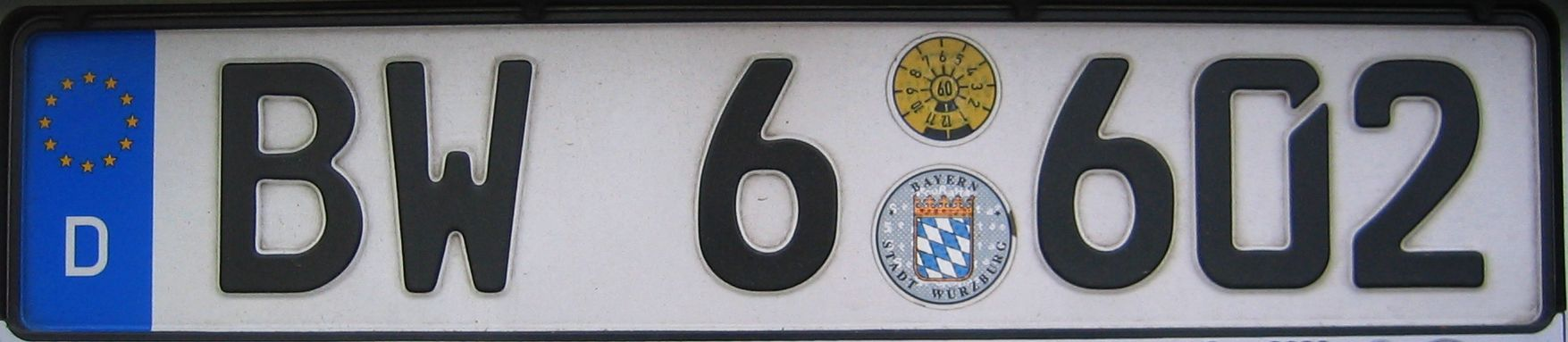
Kennzeichen der Wasserstraßen- und Schifffahrtsverwaltung des Bundes, hier Generaldirektion Wasserstraßen und Schifffahrt, Dienstort Würzburg

Die Dienst-Kraftfahrzeuge führen ein eigenes Behördenkürzel im Kfz-Kennzeichen: BW (für Bundeswasserstraßenverwaltung).
Die erste Ziffer gibt den regionalen fahrzeugführenden Bereich (Standort der früheren 7 Direktionen bzw. den ehemaligen dortigen Ämtern) an:
- 1 – Nord (Dienstort Kiel, sowie Wasserstraßen- und Schifffahrtsämter Elbe-Nordsee, Nord-Ostsee-Kanal und Ostsee, WNA Nord-Ostsee-Kanal sowie Havariekommando)
- 2 – Nordwest (Dienstort Aurich, sowie Wasserstraßen- und Schifffahrtsämter Weser-Jade-Nordsee und Ems-Nordsee)
- 3 – Mitte (Dienstort Hannover, sowie Wasserstraßen- und Schifffahrtsämter Weser und Mittellandkanal/Elbe-Seitenkanal, WNA Hannover und WNA Helmstedt)
- 4 – West (Dienstort Münster, sowie Wasserstraßen- und Schifffahrtsämter Rhein, Westdeutsche Kanäle, Ems-Nordsee und WNA Datteln)
- 5 – Südwest (Dienstort Mainz, sowie Wasserstraßen- und Schifffahrtsämter Oberrhein, Rhein, Neckar, Mosel-Saar-Lahn und WNA Heidelberg)
- 6 – Süd (Dienstort Würzburg, sowie Wasserstraßen- und Schifffahrtsämter Main, Donau MDK und WNA Aschaffenburg)
- 7 – Ost (Dienstort Magdeburg, sowie Wasserstraßen- und Schifffahrtsämter Elbe, Spree-Havel, Oder-Havel, WNA Berlin und WNA Magdeburg)
- 8 – GDWS (Bonn, Zentraler Dienstort)

Die darauffolgenden Nummern sind reine Unterscheidungsnummern mit und ohne Systematik (Unterscheidung der jeweiligen Dienststellen und Wiedervergaben bei Fahrzeugstilllegungen und Neuzulassung).